# Stefanie Stüber
Stefanie Stüber (* 11. Dezember 1982 in Mühlacker) ist eine deutsche Ringerin, die den Athletik Sportverein Daxlanden 1921 repräsentierte und seit 2009 für den VfK 07 Schifferstadt startet.
Stefanie Stüber entstammt einer Ringerfamilie. Ihr Onkel Hardy Stüber ist Sportreferent im Nordbadischen Ringer-Verband und ihre Cousine Jaqueline Schellin war 2007 Europameisterschaftsdritte bei den Kadettinnen und sicherte sich im Jahr darauf als Juniorin den nationalen Titel bei den Frauen.
Stüber konnte bisher fünfmal die deutsche Meisterschaft gewinnen. Ihren bislang größten Erfolg erreichte sie im Jahr 2007, als sie neben der deutschen Meisterschaft auch die Europameisterschaft in der Gewichtsklasse bis 63 Kilogramm gewinnen konnte. Unter Rainer Kamm und Behcet Selimoglu trainiert die Sportsoldatin der Bruchsaler Fördergruppe der Bundeswehr am Olympiastützpunkt in Schifferstadt. Nachdem sie bereits die Olympischen Spiele 2004 verletzungsbedingt verpasst hatte, warf sie im September 2007 eine weitere Verletzung zurück.
Bei den Weltmeisterschaften 2007 in Baku zog sich Stefanie Stüber einen Kreuzbandriss zu und musste im Frühjahr 2008 auf eine Titelverteidigung bei den Deutschen Meisterschaften und Europameisterschaften verzichten. Am 31. Mai platzte ihr Olympiatraum. Beim letzten Qualifikationsturnier hätte Stefanie Stüber das Finale erreichen müssen. Im schwedischen Haparanda unterlag sie im Viertelfinale allerdings Panait Mihaeia aus Rumänien nach Punkten.
2009 sicherte sich Stüber bei den Deutschen Meisterschaften in Heusweiler die Goldmedaille und wurde damit erneut Deutsche Meisterin im Ringen in der Gewichtsklasse bis 63 Kilogramm. Außerdem gewann sie auch international Gold beim Golden Grand Prix Turnier in Klippan/Schweden.